# 島津忠良
島津忠良（しまづ ただよし，1492年10月14日—1568年12月31日），是日本戰國時代的武將，以出家法號日新齋知名。他是島津貴久的父親，被後世譽為「島津家中興之祖」。

## 生涯

### 伊作家當主繼承相州家
忠良是島津氏的分家－伊作島津家當主島津善久之子，所以又稱為伊作忠良。他在1492年出生，幼名菊三郎。但父親善久在1494年時被養馬的雜役殺死，而祖父島津久逸在1500年時因涉入另一個島津氏分家薩州島津家的內亂，受到薩州島津家當主島津忠興攻擊而戰死，於是伊作島津家由忠良的生母常盤短暫成為伊作島津家當主。期間，伊作島津家受到周邊豪族的攻擊，均由另一個分家相州島津家，愛慕常盤的當主島津運久派援軍擊退。
1501年，沒有兒子的運久同意常盤的條件，將忠良收為養子，約定由忠良繼承相州島津家，於是常盤與運久再婚。1506年，忠良元服繼承伊作家；1512年，運久按照約定讓出相州家當主之位，自此兩家合而為一，領地統由忠良管治。

### 讓嫡子貴久繼承島津宗家
之後，島津宗家的當主相繼死亡：島津忠昌1508年自殺，忠昌長子島津忠治1515年死於陣中，次子島津忠隆1519年死亡。於是1519年島津宗家迎回原本過繼給頴娃氏的忠昌三男忠兼（後改名為島津勝久）。而臨時接掌家主的忠兼在家中的勢力並不穩固，因此迎娶當時有力的分家薩州島津家當主島津實久（島津忠興子）之妹為正室，並將國政委以實久。然而，一直沒有兒子的忠兼因無所出，而與實久的妹妹離緣另娶繼室，並疏遠實久，這使得實久大為不滿，舉兵攻打忠兼，且自稱薩摩守護，一時領內騷然。
1526年，忠兼向頗有聲望的忠良求援，約定由忠良長子虎壽丸（即島津貴久）過繼給忠兼作為養子，忠良被委以國政進入島津宗家；同年11月27日，貴久元服繼承島津宗家，忠兼與忠良依約在伊作剃度出家隱居，忠兼讓出守護職給貴久，忠良則以法號日新齋輔佐貴久，實權由忠良掌握。

### 宗家家督糾紛平定
1527年6月5日，對於貴久成為勝久養子，繼承宗家家督不滿的國人領主發兵反叛，忠良在6月7日鎮壓；實久趁機命舅舅川上忠克為使者，前往忠兼處勸其復出重領守護職，實久同時派兵包圍忠良方的城池。6月15日，貴久僅帶著8名家臣逃出居城。6月21日，實久迎回忠兼，忠兼還俗後改名為勝久。此後數年，忠良父子退守本領蓄積實力。
1529年，另一個分家豊州島津家的島津忠朝，與新納忠勝、禰寝清年、肝付兼演、本田薫親、北郷忠相、樺山幸久及運久等人，出面群聚在宗家清水城，為勝久與忠良的調解以失敗告終。
1533年，忠良與貴久開始反攻。3月27日攻陷了實久方的南鄉城，忠良將南鄉改名為「永吉」。8月，實久試圖奪回，但敗給了忠良的軍勢。12月，日置城主山田有親獻出城池向忠良降伏。
1534年，重拾政務的勝久因為愛好戲曲遊藝而荒怠，又不聽家臣規諫，於是家老川上昌久殺了勝久寵臣未弘忠重，勝久逃往大隅國；1535年，勝久命川上切腹，他重回居城，因此憤怒的實久決心除去勝久。
1535年8月，實久會同川上氏的聯軍襲擊勝久，勝久再逃。9月，勝久引日向國北原氏、北鄉氏，大隅國祁答院氏援兵攻打實久仍然敗戰；10月，勝久逃亡至母親娘家大友氏所在的豐後國以終，而實久正式入主鹿兒島。在勝久出逃後，忠良父子奪回城池，並於1536年進入鹿兒島。
1539年1月，忠良擊敗實久軍隊，壓制南薩摩；8月，忠良再打敗了實久之弟島津忠辰，並將其討死，於是實久宣布降伏隱居，貴久此時成為名副其實的島津宗家當主。

### 島津氏中興之祖
1550年，貴久由伊集院城移居至新築的內城，同時忠良也正式隱居於加世田城。但他仍對與琉球通商及對明貿易、鐵炮大量購入、家臣團的育成等有很大影響力。他也實行了城下町的整備、興辦養蠶產業等仁政，對島津氏後來的發展基礎作出貢獻。
忠良以儒教為核心的教育論反映到了四個孫子：義久、義弘、歳久、家久身上，甚至也構成了薩摩獨特的士風，其影響一直持續到之後薩摩藩士的郷中教育規範之中。
忠良曾對四個孫子有如下評價：義久是德才兼備的總大將，義弘有著比他人更傑出的雄武英略，歲久始終深明利害智計百出，家久軍法戰術多有妙得。（義久は三州の総大将たるの材徳自ら備わり、義弘は雄武英略を以て他に傑出し、歳久は始終の利害を察するの智計並びなく、家久は軍法戦術に妙を得たり）
忠良篤信禪宗曹洞宗。1564年，他在加世田武田再建了保泉寺。忠良死後，保泉寺住持將寺名改為「日新寺」。1869年，日新寺因為廢佛毀釋的影響而廢寺，日新寺後於1873年於原址以「竹田神社」的名義再興，祭神為，即日新齋。
1568年，忠良以77歲之齡死於加世田。

## 家族
- 父：島津善久
- 母：常盤（梅窓夫人，新納是久（日语：新納是久））之女。
- 養父：島津運久
- 兄弟：女（吉田位清妻）、女（島津昌久妻）、女（島將忠將妻）、女（佐多忠成妻）、島津忠貞、野間喜庵
- 妻：正室-寛庭夫人（島津重久之女），側室-桑御前（上木貞時之女）
- 子女：御南（肝付兼續妻）、御隅（樺山善久妻）、貴久、島津忠將、にし（種子島時堯妻、肝付兼盛妻）、島津尚久、花舜夫人（島津義久妻）